# Arman Hall
Arman Hall (Miami, 12 febbraio 1994) è un velocista statunitense, specializzato nei 400 metri piani.

## Palmarès
| Anno | Manifestazione    | Sede           | Evento            | Risultato  | Prestazione | Note                                     |
| ---- | ----------------- | -------------- | ----------------- | ---------- | ----------- | ---------------------------------------- |
| 2011 | Mondiali allievi  | Lilla          | 400 m piani       | Oro        | 46"01       | Miglior prestazione personale stagionale |
| 2011 | Mondiali allievi  | Lilla          | Staffetta svedese | Oro        | 1'49"47     | Miglior prestazione mondiale under 18    |
| 2012 | Mondiali juniores | Barcellona     | 400 m piani       | Argento    | 45"39       | Miglior prestazione personale            |
| 2012 | Mondiali juniores | Barcellona     | 4×100 m           | Oro        | 38"67       |                                          |
| 2012 | Mondiali juniores | Barcellona     | 4×400 m           | Oro        | 3'03"99     |                                          |
| 2013 | Mondiali          | Mosca          | 400 m piani       | Semifinale | 45"54       |                                          |
| 2013 | Mondiali          | Mosca          | 4×400 m           | Oro        | 2'58"71     | Miglior prestazione mondiale stagionale  |
| 2016 | Giochi olimpici   | Rio de Janeiro | 4×400 m           | Oro        | 2'57"30     | Miglior prestazione personale stagionale |